# انسفالوپاتی اسفنجی‌شکل

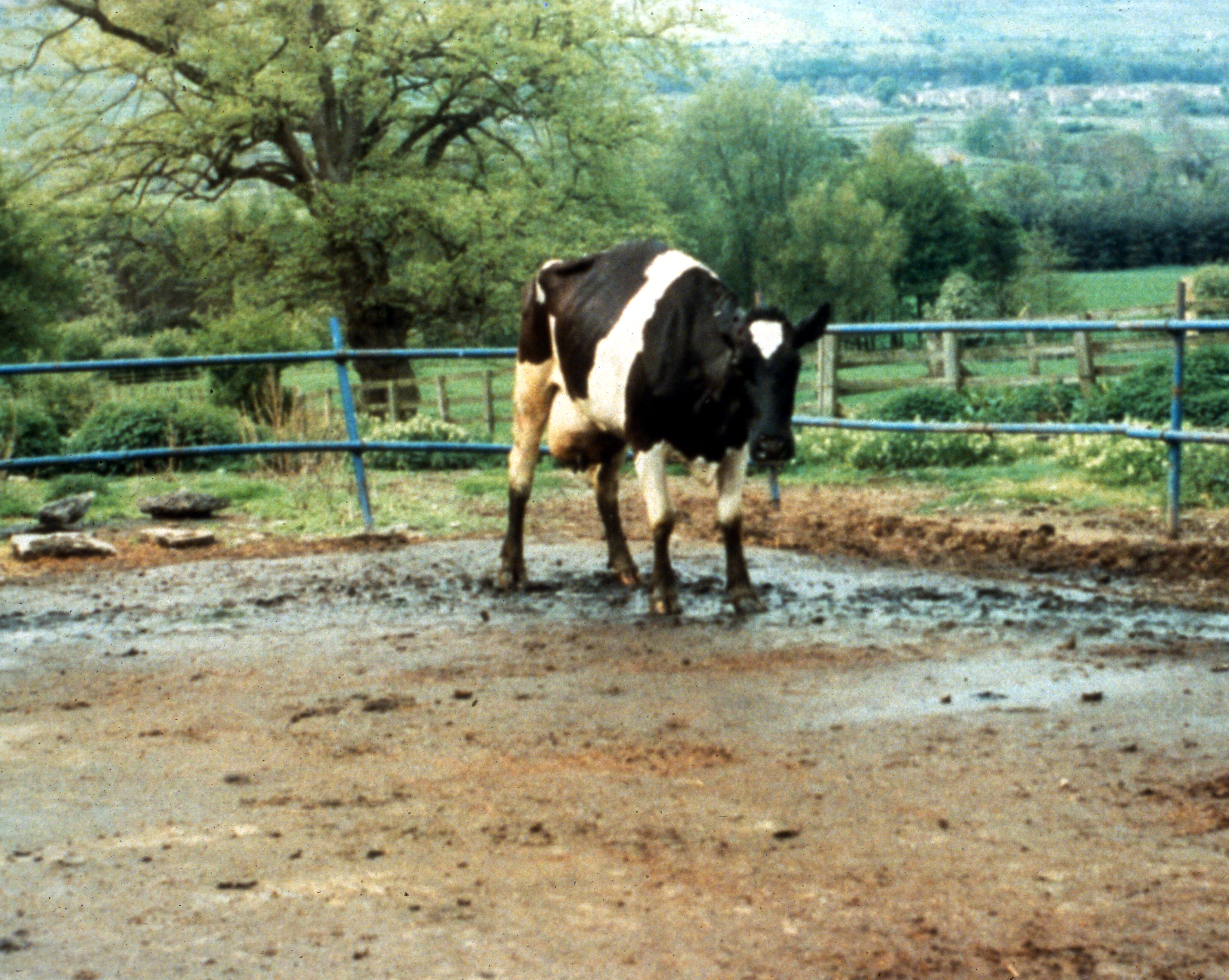
وضعیت غیرطبیعی و وزن پایین این گاو،ابتلا به BSEرا نشان می‌دهد.

انسفالوپاتی‌های اسفنجی‌شکل انتقال‌پذیر دسته‌ای از انسفالوپاتی‌ها هستند که در آنها بافت مغز ابتدا به شکل حفره حفره (اسفنجی شکل) تحلیل می‌رود و سپس بیمار در اثر آن می‌میرد.
انسفالوپاتی‌های اسفنجی شکل شامل:
- بیماری کروتزفلد جاکوب
- بیماری کورو
- جنون گاوی
- بیماری اسکرپی

می‌باشد.